# Comunalismo (investigación histórica)
El comunalismo (que no debe confundirse con el comunalismo libertario, una teoría estatal del anarquismo) es un enfoque de la investigación histórica que describe el desarrollo de las comunidades políticas o municipios en el periodo de transición entre la Baja Edad Media y la Edad Moderna. El núcleo de la investigación es el Sacro Imperio Romano Germánico entre los siglos XIV y XVI. No se ocupa tanto de los príncipes o reyes imperiales y sí del desarrollo de la sociedad urbana y rural. Se podría decir que el comunalismo contempla así la historia "desde abajo".
En investigaciones recientes, el comunalismo se considera que fue un requisito importante para el éxito de la Reforma protestante. Es especialmente cierto para la formación de comunidades en las ciudades.

## Orígenes
La sociedad medieval estaba estructurada jerárquicamente por el sistema feudal. A finales de la Edad Media, este sistema entró en crisis. Una de las razones fue el auge de las ciudades (combinado con el ascenso de la burguesía), así como los cambios en la sociedad rural (disolución del sistema de villicación o asociación judicial). Este fue el requisito previo para la formación de municipios.

## Comunalismo en las ciudades
El auge económico de muchas ciudades provocó numerosos conflictos en el seno de la comunidad urbana, que se tradujeron en disputas entre la burguesía en ascenso y la "vieja" clase alta urbana (también llamado patriciado). Este proceso también se describe con los términos de "revolución gremial" o "lucha cívica". Se trataba de derechos civiles, participación en las decisiones del municipio o simplemente de la distribución del poder dentro de la ciudad.
No es posible hacer una valoración uniforme de los acontecimientos, ya que las disputas variaban mucho de una ciudad a otra. El estatus de una ciudad (por ejemplo, ciudades imperiales, ciudades con sede episcopal o ciudades rurales), la influencia de los soberanos en la zona y la importancia económica, desempeñaban un papel importante. Así, en muchas ciudades, la burguesía y también los artesanos participaban en el gobierno de la ciudad, mientras que en otras, se mantenía el orden "antiguo".
Ejemplos de ciudades organizadas comunalmente son las ciudades-estado europeas de Augsburgo, Florencia, Colonia, Venecia y Estrasburgo.

## Comunalismo en el "campo"
En la sociedad rural, la disolución de las asociaciones rurales fue de gran importancia. Significaba que la tierra del terrateniente se entregaba al campesino para que la cultivara de forma independiente. El terrateniente ya no trabajaba él mismo la tierra, sino que exigía un impuesto monetario. Ahora era necesario que los campesinos o la comunidad rural se organizaran para poder cultivar la tierra. Así, se formaron asambleas comunitarias, se crearon consejos comunitarios (con el consentimiento del terrateniente) o se formaron tribunales rurales. Es importante señalar que no existía un desarrollo comparable al de las ciudades. La tierra pertenecía al terrateniente, la servidumbre seguía existiendo. Sin embargo, entre los campesinos se desarrolló una cierta imagen de sí mismos, que constituyó la base de la Guerra de los campesinos alemanes entre 1524 y 1526. Sin embargo, tras la guerra, en Alemania prevalecieron los principados y los gobiernos oligárquicos de las ciudades, y el comunalismo sólo podía aplicarse a nivel local.
Las comunidades campesinas organizadas comunalmente estaban muy extendidos en Europa, pero se encuentran sobre todo en el sur de Alemania y en el cantón de los Grisones. 

## Del comunalismo al Estado libre democrático
En Europa, además de las ciudades-estado y las comunidades campesinas dentro de los principados, la Confederación Helvética y sus localidades individuales, así como la República de los Países Bajos, invocaron valores comunales para justificar su independencia.
La única federación de municipios en un Estado federal de municipios que se resistió con confianza al poder feudal se desarrolló en el siglo XVI en el Estado Libre de las Tres Ligas, hoy Grisones. Tras la separación de facto del Estado Libre Rético del Sacro Imperio Romano Germánico en 1499, se convirtió en una entidad política única en la Europa moderna temprana. A principios del siglo XVII, era el único Estado territorial de Europa que hacía del comunalismo su único principio justificativo. Las comunidades de la liga fundaron, gobernaron y defendieron su Estado libre sobre la base del principio de la comuna como cooperativo.